# 豊原駅 (樺太)
豊原駅（とよはらえき）は、かつて樺太豊原市に存在した鉄道省樺太東線の駅である。現在はロシア鉄道極東鉄道支社サハリン地域部のユジノサハリンスク駅（ст. Южно-Сахалинск）である。
現状に関しては、サハリン州およびサハリンの鉄道の項目も参照のこと。

## 概要
1906年にコルサコフ（楠渓町）から敷設された軍用軽便鉄道の終着駅ウラジミロフカ駅を前身とする。翌1907年（明治40年）の樺太庁鉄道移管後、一般運輸を開始。1911年（明治44年）7月には豊原─小沼間延伸開業により中間駅となり、1925年（大正14年）には豊真線豊原─鈴谷間開業に伴い分岐駅となった。1943年（昭和18年）4月に鉄道省に編入され、同省樺太鉄道局の所在駅となった。
戦後の1946年2月、豊原に設置されたソ連運輸通信省南サハリン鉄道局に編入され、同年6月に豊原がユジノサハリンスクに改称されたことに伴い、駅名をユジノサハリンスクに改称した。
現在もサハリン島内最大の鉄道拠点駅で、貨客駅である。現駅本屋は1970年代に建設されたもので、2013年に大規模な改修工事が行われた。構内側線は9線で2面のホームを持ち、構内にはユジノサハリンスク機関区が設置されている。貨物は重量30トンまでの発送・受け取りを取り扱っており、旅客はコルサコフ、ノグリキ（支線直通を含む）、ホルムスク方面および旧豊真線のノヴォデレヴェンスカヤ方面の長距離および近郊列車が発着。長距離切符の発売窓口がある。

## 歴史

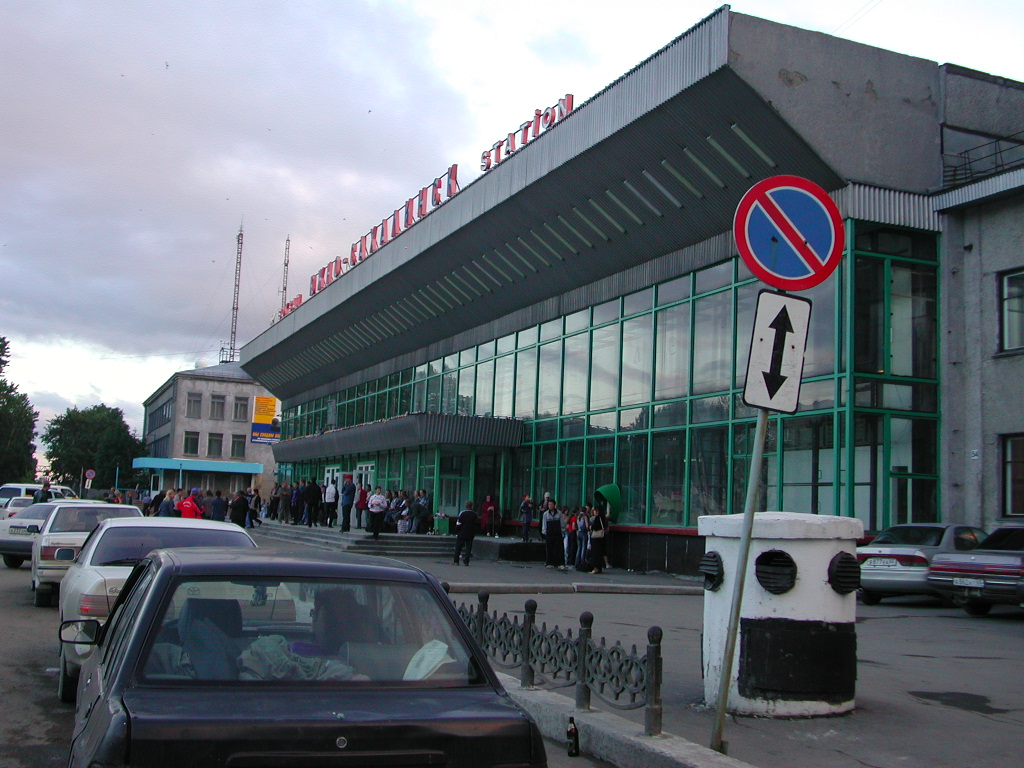
改築前の駅舎・2003年

- 1906年（明治39年）12月1日 - 軍需輸送を目的に600mm軌間の軍用軽便鉄道がコルサコフ駅（楠渓町駅） - 当駅間(43.3km)に開業により設置。当時の駅名はウラジミロフカ駅。
- 1907年（明治40年）
  - 3月15日 - 樺太庁発足。軍用鉄道を樺太庁鉄道に移管。
  - 8月1日 - コルサコフ駅 - 当駅間で一般運輸営業開始。
- 1908年（明治41年）4月1日 - 豊原駅に改称[1]。
- 1910年（明治43年）11月3日 - 1,067mm軌間への改軌工事完成。
- 1911年（明治44年）7月20日 - 当駅 - 小沼駅間(8.7km)延伸開業。
- 1925年（大正14年）10月1日 - 豊真線当駅 - 鈴谷駅間開業。
  - 同年、マンサード屋根を巡らせた木造一部コンクリート造りの駅舎を新設[2]。
- 1943年（昭和18年）4月1日 - 樺太の内地化により鉄道省（国有鉄道）に編入。樺太鉄道局が設置される。
- 1945年（昭和20年）
  - 7月15日 - 豊真線が小沼駅起点に変更され、当駅 - 奥鈴谷駅間が廃止される。
  - 8月22日 - 南樺太に侵攻してきたソ連軍が停戦協定成立後に赤十字旗を揚げているのにもかかわらず豊原駅を爆撃。その後ソ連軍が占領し、駅も含め全線がソ連軍に接収される。
- 1946年（昭和21年）
  - 2月1日 - 「国有鉄道線路名称」の「樺太線の部」削除により書類上廃止。
  - 4月1日 - ソ連運輸通信省南サハリン鉄道局発足にともないソ連国鉄に編入される。
  - 6月 - 豊原市がユジノサハリンスク市に改称。駅名をユジノサハリンスクに改称。
- 2013年1月 - 1970年代建設の現駅本屋を改築。大きな外見特徴だった上部全体の正面突起が姿を消す。

## 旅客列車運行状況

### 1944年当時
- 樺太東線
  - 上りは大泊駅行き6本と大泊港駅行きが1本が運行されていた。
  - 下りは落合駅行き4本と、敷香駅行き2本と上敷香駅行きと知取駅行き各1本が運行されていた。
- 川上線（当駅 - 川上炭山駅間）4往復が運行されていた。
- 豊真線（当駅 - 北真岡駅間）3往復が運行されていた。

### 現在
- 長距離列車（客車列車）
  - ユジノサハリンスク - ノグリキ：特別旅客列車1・2号（通称「サハリン」号）および普通旅客列車
- 近郊列車
  - ユジノサハリンスク - トマリ：イリインスク経由。トマリでホルムスク・ニコライチェク方面列車と連絡
  - ユジノサハリンスク - コルサコフ：コルサコフ市街地隣接の2kmピケット3乗降場（通称・コルサコフ＝ピャーチウグロフ乗降場）発着
  - ユジノサハリンスク - ダーリネエ：支線直通列車
  - フリスタフォラフカ‐ダーリニエ：快速列車(エアポートシャトル)

## 駅周辺

### 日本統治時代
- 樺太庁
- 豊原市役所
- 樺太庁博物館
- 樺太神社

## 隣の駅

### 日本統治時代
鉄道省樺太鉄道局
樺太東線
大沢駅 - 豊原駅 - 北豊原駅
1945年7月14日までの豊真線
豊原駅 - 西久保駅